# Min venstre fod
Min venstre fod (engelsk: My Left Foot: The Story of Christy Brown) er en irsk-britisk dramafilm fra 1989, instrueret af Jim Sheridan.
Filmen er bygget på selvbiografien af Christy Brown, der var en stærkt spastisk irsk mand, der kun kunne udtrykke sig via sin venstre fod. Filmen viser den kamp, som Brown sammen med sin mor og en lærer måtte kæmpe for at gøre omgivelserne opmærksomme på hans intelligens og give ham et menneskeligt liv. Han udviklede sig til at blive en glimrende forfatter og maler.
I filmen spilles rollen som den voksne Christy Brown af Daniel Day-Lewis, og præstationen indbragte ham en Oscar for bedste mandlige hovedrolle, lige som Brenda Fricker som moderen fik en Oscar for bedste kvindelige birolle.